# زمین‌لرزه ۱۹۴۶ جزایر آلیوتی
زمین‌لرزه جزایر آلیوتی در تاریخ ۱ آوریل ۱۹۴۶، ساعت ۱۲:۲۸:۵۴ به زمان یوتی‌سی در آمریکا ، منطقه جزایر آلیوتی رخ داد. بزرگی آن ۸ در مقیاس Mw اعلام شده‌است. زمین‌لرزه به وقت محلی در روز دوشنبه، ساعت ۳ روی داده و منطقه زمانی آن یوتی‌سی -۹ بوده‌است (با لحاظ تغییر ساعت تابستانی).
سازمان زمین‌شناسی آمریکا نیز جای این زمین‌لرزه را در مختصات ۵۳°۱۹′شمالی ۱۶۳°۱۱′غربی / ۵۳٫۳۲°شمالی ۱۶۳٫۱۹°غربی و بزرگی آنرا برابر با ۸٫۱ در مقیاس ریشتر اعلام کرده‌است. ژرفای گزارش شده از سوی این سازمان ۵۰ کیلومتر می‌باشد.
سونامی نیز در این زمین‌لرزه گزارش شده‌است.